# 마리안 헤팅어
마리안 헤팅어(Marianne Hettinger, 2000년 1월 1일 ~ )는 독일의 배우, 영화 감독, 영화배우이다.
아우크스부르크에서 태어났다.

## 영화
- 세인트 비투스 댄스 (2011년) - 마르고 역
- 망고 탱고 (2009년) - 마를렌 역
- 어 시크릿 프로미스 (2009년)
- 브레이킹 포인트 (2009년) - 클레어 역
- 큐피더티 (2004년) - 시몬 역